# Loving & Free
Loving & Free es el tercer álbum de estudio de la cantante inglesa Kiki Dee. Fue publicado en abril de 1974 por el sello MCA Records.

## Grabación y contenido
El álbum se grabó el 28~30 de abril de 1973 en AIR Studios, en Londres, Inglaterra, y el 13~22 de junio de 1973 en Nova Studios, en Londres, Inglaterra. El músico Elton John coprodujo el álbum junto con Clive Franks, quien también se desempeñó como ingeniero de audio. La mezcla del álbum se llevó a cabo los días 5 y 6 de agosto de 1973. El álbum contenía un total de 10 canciones. Cuatro de las canciones del álbum fueron escritas por la propia Dee: «Loving and Free», «If It Rains», «Rest My Head» y «Sugar on the Floor». John escribió dos canciones en el álbum junto con su colaborador Bernie Taupin.

## Recepción de la crítica
Un escritor no especificado de Record World le otorgó el certificado de “Hit of the Week”, y declaró: “Voces de garganta plateada, excelente coproducción de Elton John, músicos súper profesionales y sólidas selecciones de canciones se combinan para formar un lanzamiento exquisito”. Un escritor no especificado de la revista Cash Box declaró: “Debe ser reconfortante para Kiki contar con los servicios de Elton y su banda en prácticamente todos los cortes, pero también es un gran tributo para que ella brille a través de su excelente maestría musical, controlando así inexorablemente su propio destino musical”. Un escritor no especificado de Billboard describió Loving & Free como una “buena selección de baladas y rock, pero su voz parece más adecuada para un material más lento”.

## Lista de canciones
Todas las canciones escritas y compuestas por Kiki Dee, excepto donde esta anotado. 
| Lado uno |                                      |                                                                    |          |  |
| N.º      | Título                               | Escritor(es)                                                       | Duración |  |
| 1.       | «Loving and Free»                    |                                                                    | 4:19     |  |
| 2.       | «If It Rains»                        |                                                                    | 2:44     |  |
| 3.       | «Lonnie & Josie»                     | Elton John Bernie Taupin                                           | 4:23     |  |
| 4.       | «Travellin' in Style»                | Tetsu Yamauchi John Bundrick Simon Kirke Paul Rodgers Paul Kossoff | 3:05     |  |
| 5.       | «You Put Something Better Inside Me» | Joe Egan Gerry Rafferty                                            | 4:33     |  |

| Lado dos |                      |                               |          |  |
| N.º      | Título               | Escritor(es)                  | Duración |  |
| 1.       | «Supercool»          | John Taupin                   | 3:22     |  |
| 2.       | «Rest My Head»       |                               | 3:15     |  |
| 3.       | «Amoureuse»          | Véronique Sanson Gary Osborne | 4:06     |  |
| 4.       | «Song for Adam»      | Jackson Browne                | 5:44     |  |
| 5.       | «Sugar on the Floor» |                               | 4:15     |  |

Los lados uno y dos fueron combinados como pista 1–10 en la reedición de CD.
| Bonus tracks (2008 EMI Records reissue) |                                                         |                            |          |  |
| N.º                                     | Título                                                  | Escritor(es)               | Duración |  |
| 11.                                     | «Last Good Man in My Life» (B-side to «Lonnie & Josie») | John Taupin                | 4:29     |  |
| 12.                                     | «Six Days on the Road» (previously unreleased)          | Earl Green Carl Montgomery | 3:07     |  |

## Créditos y personal
Créditos adaptados desde las notas de álbum de Loving & Free.
Músicos
- Kiki Dee – voces
- Dee Murray – bajo eléctrico
- Dave Mattacks – batería en «Loving and Free», «Travellin' in Style», «You Put Something Better Inside Me» y «Amoureuse», percusión en «Travellin' in Style»
- Paul Keogh – guitarra en «Loving and Free», «If It Rains», «Travellin' in Style», «You Put Something Better Inside Me» y «Song for Adam»
- Jimmy Hall – piano en «Loving and Free», «If It Rains», «Travellin' in Style», «You Put Something Better Inside Me», «Rest My Head» y «Sugar on the Floor», órgano en «If It Rains» y «Song for Adam»
- John Barnhan – arreglos orquestales en «Loving and Free» y «Amoureuse»
- Gerry Conway – batería en «If It Rains», «Rest My Head», «Song for Adam» y «Sugar on the Floor»
- Elton John – piano eléctrico en «If It Rains», «Rest My Head» y «Sugar on the Floor», piano en «Lonnie & Josie» y «Supercool», Mellotron en «Lonnie & Josie», «You Put Something Better Inside Me» y «Sugar on the Floor», órgano en «Rest My Head», coros en «Rest My Head»
- Lesley Duncan – coros en «If It Rains», «Travellin' in Style», «You Put Something Better Inside Me», «Supercool», «Song for Adam» y «Sugar on the Floor»
- Kay Garner – coros en «If It Rains», «Travellin' in Style», «You Put Something Better Inside Me», «Supercool», «Song for Adam» y «Sugar on the Floor»
- Irene & Doreen Chanter – coros en «If It Rains», «Travellin' in Style», «You Put Something Better Inside Me», «Supercool», «Song for Adam» y «Sugar on the Floor»
- Nigel Olssen – batería en «Lonnie & Josie» y «Supercool»
- Davey Johnstone – guitarra en «Lonnie & Josie», «Supercool», «Rest My Head» y «Sugar on the Floor», guitarra eléctrica en «Amoureuse»
- Roger Ball – saxofón en «Travellin' in Style»
- B. J. Cole – guitarra de acero con pedal en «Rest My Head» y «Sugar on the Floor»
- Jim Ryan – guitarra acústica en «Amoureuse»
- Ronnie Leahy – piano en «Amoureuse»

Personal técnico
- Elton John – productor
- Clive Franks – productor, ingeniero de audio
- Judy Szekely – ingeniera asistente
- Denny Bridges – ingeniero asistente
- Richard Dodd – ingeniero de orquesta
- Steve Brown – fotografía
- David Costa – diseño de portada

## Posicionamiento
| Gráfica (1974)                | Pico de posición |
| ----------------------------- | ---------------- |
| Australia (Kent Music Report) | 38               |